# François-Rupert Carabin
François-Rupert Carabin fue un escultor, ebanista y fotógrafo francés, nacido el 27 de marzo de 1862 en Saverne y fallecido el año 1932 en Estrasburgo. trabajó en el entorno artístico de Montmartre, París, e hizo una serie de estudios fotográficos de prostitutas. Sus esculturas y dibujos retrataron la figura de la mujer como forma estructural así como elementos simbólicos, tendiendo hacia el Decadentismo.
Entre 1889 y 1919, esculpió muchos muebles (ver su Sillón de 1893). También hizo medallas y practicó la fotografía. Fue director de la Escuela Superior de Artes Decorativas de Estrasburgo y fue invitado con regularidad a la Secesión de Viena .

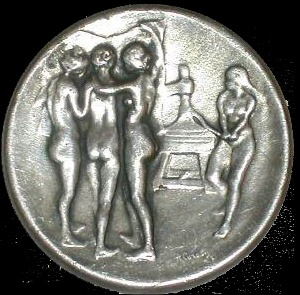
Medalla grabada para Le Journal

## Obras
Entre las obras de Carabin destacar las siguientes:
- La légende Savernoise , 1914, estatuilla, madera, Museo de Orsay , París.
- Loïe Fuller , 1896-1897, estatuilla de bronce, Neue Pinakothek de Múnich.
- la Critique artistique , 1891, estatuilla, cera policromada, Museo de Orsay.
- Fontaine-Lavabo , 1893, Museo de Orsay.
- Fauteuil-Sillón  , 1893, de 1893, roble y hierro forjado, Museo de Arte Moderno y Contemporáneo de Estrasburgo.

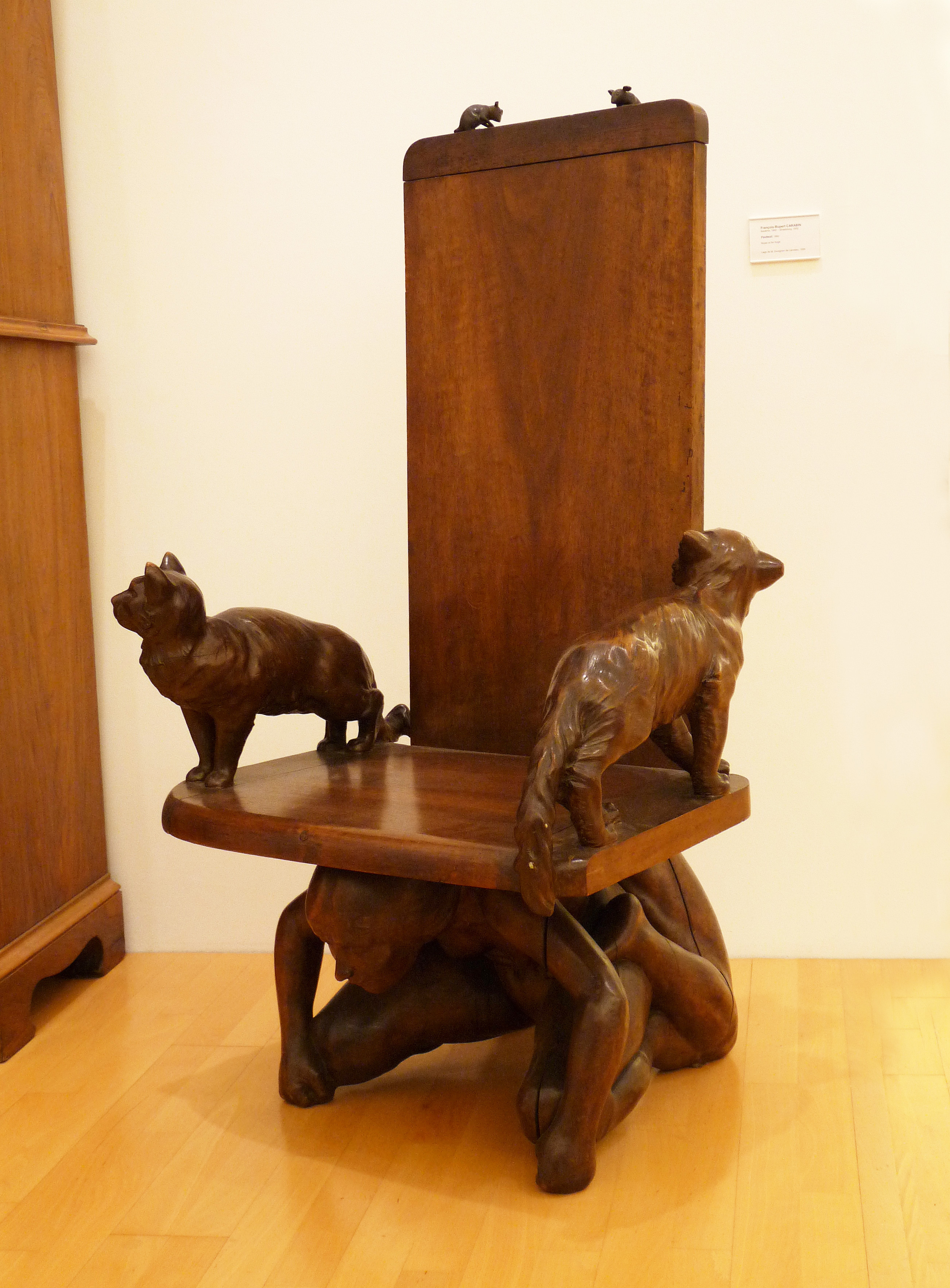
Sillón, vista frontal, en el Museo de arte moderno de Estrasburgo
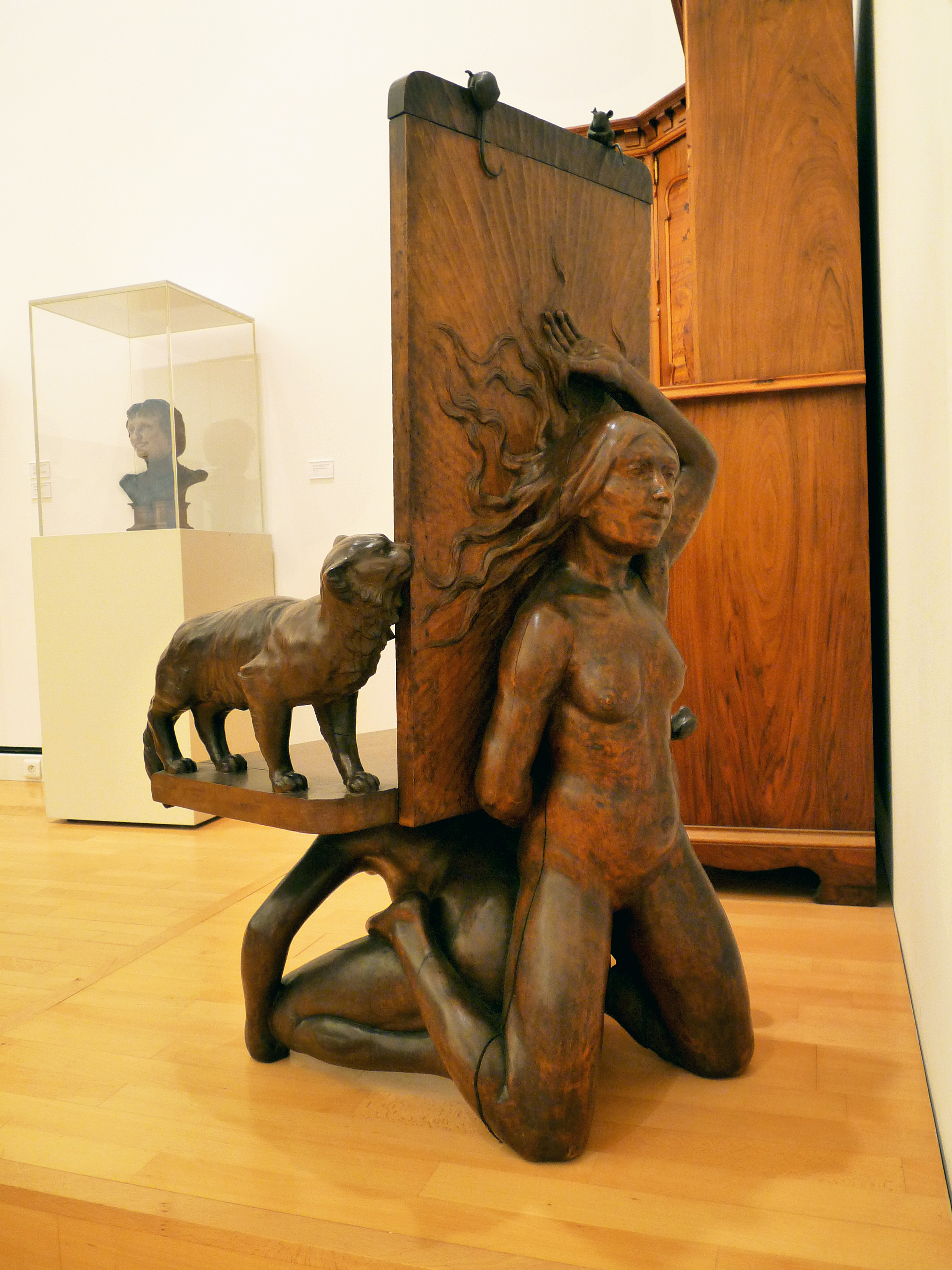
Sillón, vista posterior, en el Museo de arte moderno de Estrasburgo

- La Volupté (o La Luxure , o La Jeunesse ), 1902, Museo de Arte Moderno de Estrasburgo
- La Souffrance (o La Vieillesse , o L'Envie ), 1902, Museo de Arte Moderno de Estrasburgo

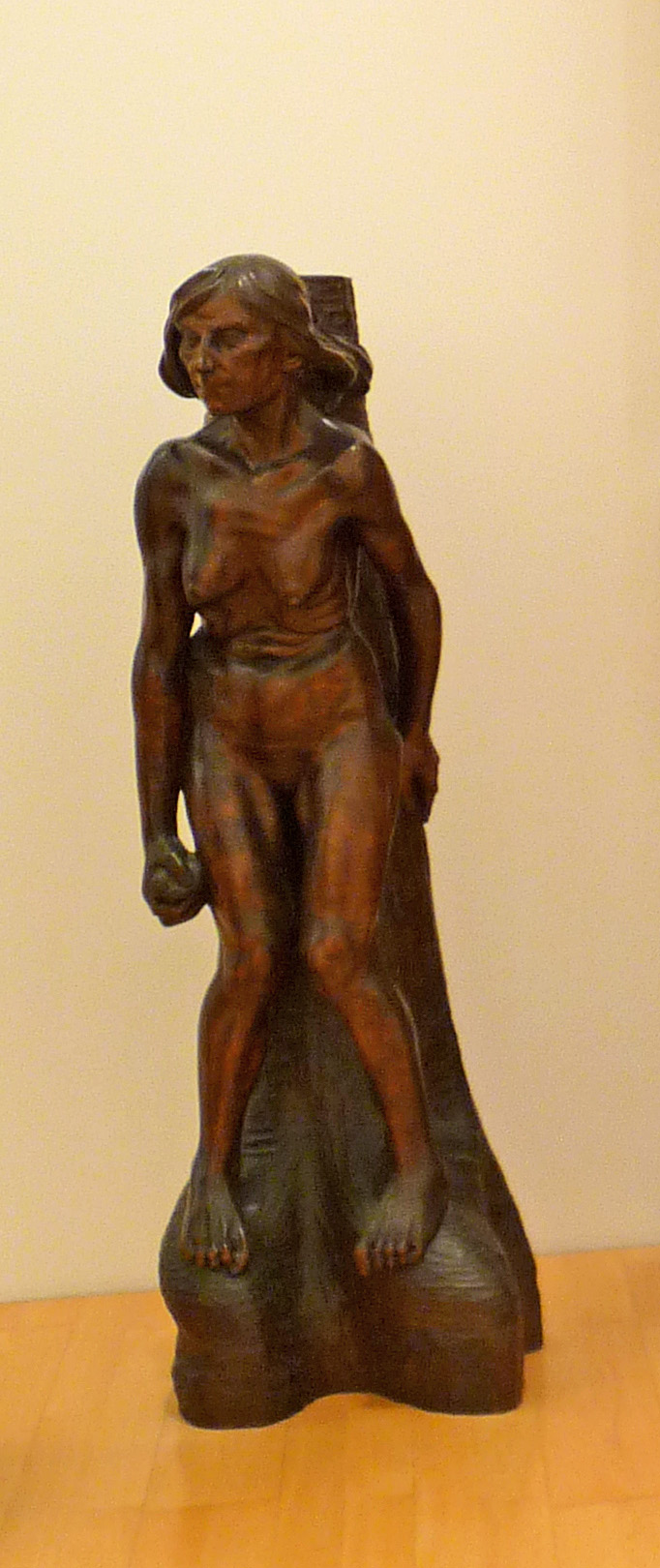
La Souffrance de 1902
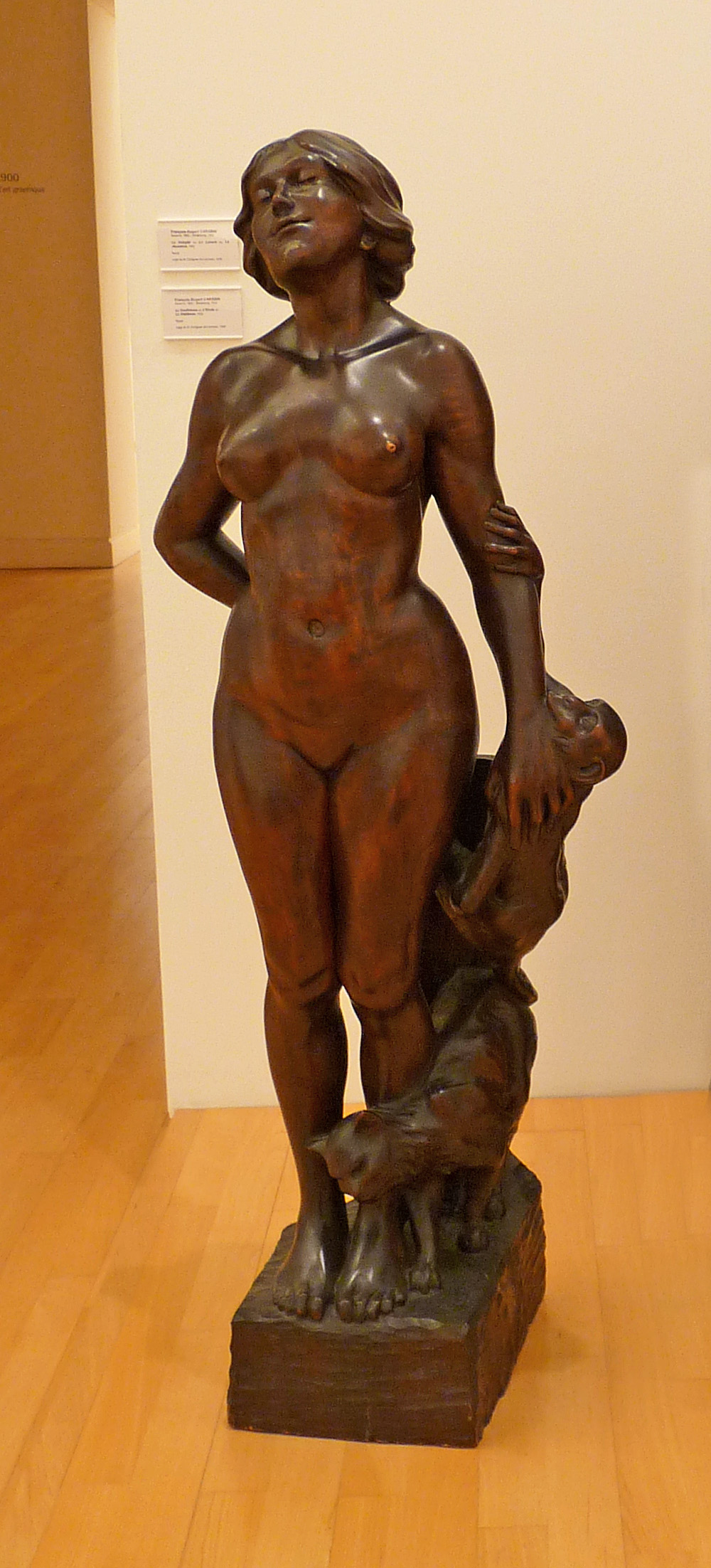
La Volupté
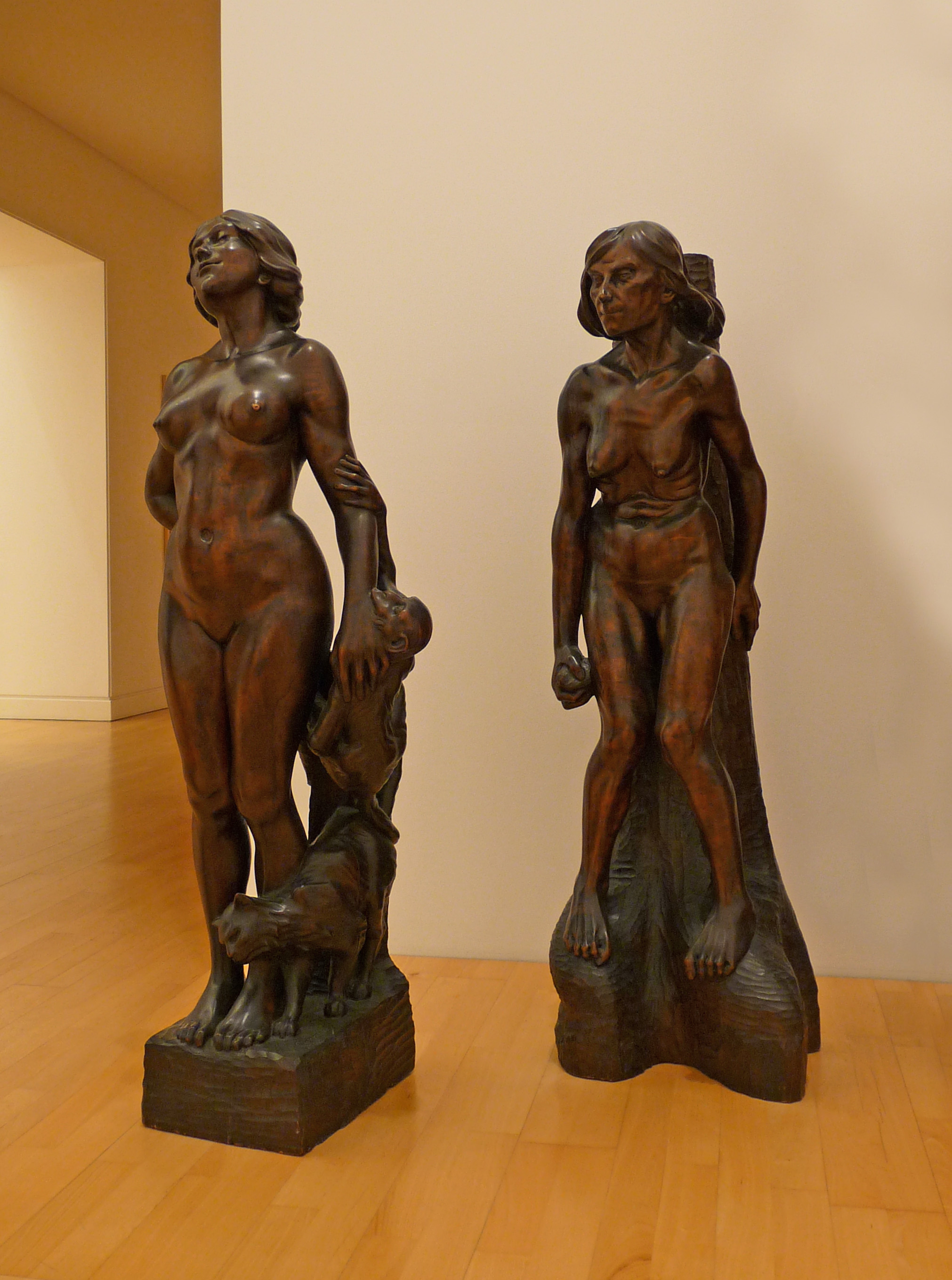
La Souffrance y La Volupté

- Bibliothèque , 1890, hierro forjado, Musée d'Orsay en París
- Buffet Sel et poivre , 1906-1908
- Encrier , 1900-1901, Richmond, Museo de Bellas Artes de Virginia.